# خافي سوريا
فرانسيسكو خافيير «خافي» سايث سوريا (من مواليد 16 مايو 1984 في كوينكا، كاستيا-لا مانتشا) هو لاعب كرة قدم محترف إسباني، يلعب لنادي راسينغ سانتاندر في دوري الدرجة الثانية الإسباني، إما في مركز قلب الدفاع أو مركز خط الوسط الدفاعي.

## وصلات خارجية
- خافي سوريا على موقع قاعدة بيانات كرة القدم.إي يو (الإنجليزية)
- خافي سوريا على موقع Soccerway.com (الإنجليزية)
- خافي سوريا على موقع كووورة
- خافي سوريا على موقع AS.com (الإسبانية)

- BDFutbol profile
- Futbolme profile (بالإسبانية)
- Transfermarkt profile